# Martin Müller (Industrieller)
Martin Müller (* 26. Mai 1878 in Tegerfelden; † 6. Dezember 1957 in Goldach; heimatberechtigt in Tegerfelden) war ein Schweizer Industrieller.

## Biografie

### Familie und Ausbildung
Der katholisch getaufte, gebürtige Tegerfeldner Martin Müller, Sohn des Zimmermanns und Landwirten Georg Müller und dessen Ehefrau Marianne geborene Müller, absolvierte nach dem Besuch der Mittelschule eine kaufmännische Lehre in Zurzach. Martin Müller, der mit Frieda geborene Moor verheiratet war, verstarb im Dezember 1957 79-jährig in Goldach im Kanton St. Gallen.

### Beruflicher Werdegang
Martin Müller trat nach Abschluss seiner Ausbildung im Jahre 1896 als Reisevertreter in die Bruggmühle Goldach ein, später übernahm er dort die Aufgaben des Buchhalters. Nach der Gründung der Ostschweizerischen Mühlen AG (OMAG) als zentrale Mühlenverkaufsstelle im Jahre 1906 wurde Martin Müller zum Vizedirektor ernannt, 1917 erfolgte seine Beförderung zum Direktor, 1956 wurde er feierlich aus dieser Position verabschiedet. Unter Martin Müllers Führung entwickelte sich die OMAG zu einer der bedeutendsten Getreideimportfirmen der Schweiz.
Martin Müller versah darüber hinaus in den Jahren 1922 bis 1957 das Amt des Direktors der von der OMAG aufgekauften Bruggmühle Goldach. Martin Müller, Präsident des Ostschweizerischen Müllerverbandes, wurde 1937 zum Präsidenten des Verbandes schweizerischer Müller gewählt, eine Funktion, die er bis 1946 innehielt.

### Politische Funktionen
Der der Schweizerischen Konservativen Volkspartei (KVP) beigetretene Martin Müller wurde 1926 in den sankt-gallischen Kantonsrat gewählt. Müller, der sich dort insbesondere der Verkehrs-, Wirtschafts- und Finanzpolitik widmete, schied 1939 aus. Überdies fungierte Martin Müller in den Jahren 1926 bis 1936 als Präsident der Bezirkspartei Rorschach. Martin Müller, der darüber hinaus in den Jahren 1921 bis 1956 als nebenamtlicher Handelsrichter am Handelsgericht des Kantons St. Gallen amtierte, schlug mehrmals eine National- und Ständeratskandidatur ab.